# یوما هیروکی
یوما هیروکی (ژاپنی: 廣木 雄磨؛ زادهٔ ۲۳ ژوئیهٔ ۱۹۹۲) یک بازیکن فوتبال اهل ژاپن است.
از باشگاه‌هایی که در آن بازی کرده‌است می‌توان به باشگاه فوتبال رینوفا یاماگوچی و باشگاه فوتبال فاگیانو اوکایاما اشاره کرد.